# Tian'anmen
Cet article concerne la porte monumentale à Pékin. Pour la place, voir Place Tian'anmen. Pour les manifestations en 1989, voir Manifestations de la place Tian'anmen.
Pour les articles homonymes, voir Tian'anmen (homonymie).
La porte de la Paix céleste, Tian'anmen ou Tien An Men (chinois simplifié : 天安门 ; chinois traditionnel : 天安門 ; pinyin : Tiān'ānmén), à Pékin, est une porte monumentale de l'avenue qui constitue l'entrée Sud de la Cité impériale. Elle borde au Nord la place qui porte son nom. Elle est un des monuments symboliques de la Chine et, associée à l'immense place centrale de Pékin qui porte son nom, elle a été le lieu ou le témoin de nombreux évènements marquants de l'histoire chinoise.

## L'entrée sud de la ville impériale
Tian'anmen est une porte fortifiée qui faisait partie de la longue avenue qui, en arrivant du sud, menait jusqu'à la Cité interdite. L'entrée proprement dite du domaine de la ville impériale était Zhonghuamen (中华门, la Porte de Chine), aussi appelée Daqingmen (大清门, la Grande Porte des Qing), qui fut détruite en 1954 et qui se  trouvait à l'emplacement actuel du mausolée de Mao Zedong, à environ 700 m au sud de Tian'anmen. L'entrée proprement dite du palais impérial (c'est-à-dire de la « Cité interdite ») se trouve, elle, à environ 600 m au nord de Tian'anmen, il s'agit de Wumen (午门, la « Porte du Midi »).

## Orthographe du nom
Le nom de cette porte s'écrit en caractères chinois simplifiés 天安门, et en caractères traditionnels 天安門. Sa transcription en hanyu pinyin est Tiān'ānmén ; et selon le système Wade T'ien An Men. Les trois caractères signifient, dans l'ordre, "ciel", "paix" et "porte". Ce nom de "porte de la paix du ciel" s'oppose à celui de la porte nord de la cité impériale, appelée Di'anmen (地安门, la "Porte de la Paix terrestre"). D'autre part, Tian'anmen a son nom associé par tradition à une formule plus longue : "recevoir le mandat du ciel, établir la paix dans le pays" (en chinois : 受命于天，安邦治国), sorte de slogan politique de la dynastie Qing.
Il est inexact, ou plus précisément redondant, de parler de « la porte Tian'anmen », car men (门/門) signifie « porte », il s'agirait donc d'un pléonasme. Le plus correct serait, dans l'idéal, de parler de « porte Tian'an », comme on dit « le pont du Golden Gate » à propos du Golden Gate Bridge.

## Histoire de l'édifice
D'après l'agence Xinhua, l'agence de presse officielle de Chine populaire, la Tian'anmen que l'on peut voir actuellement est une réplique, réalisée en grand secret en 1969 sur une directive de Zhou Enlai, Premier ministre de l'époque, qui aurait fait totalement reconstruire l'ensemble de Tian'anmen, sous prétexte de travaux de rénovation.
L'agence Xinhua évoque les dégâts multiples qu'avait subi la porte, du fait des guerres mais aussi d'un mauvais entretien qui avait laissé la structure même de l'édifice se délabrer au fil de trois siècles d'existence.
La porte de la Paix céleste s'est d'abord appelée la porte Servir le Ciel (承天门, Chengtianmen), construite en 1417 lors des travaux ordonnés par l'empereur Yongle des Ming. Il s'agissait d'un bâtiment en bois, qui fut gravement endommagé par la foudre en 1457 et réparé en 1465. En 1644, lors de l'assaut contre Pékin par les rebelles de Li Zicheng qui allait marquer la fin de la dynastie Ming, la porte fut incendiée.
C'est en 1651, sous la dynastie Qing, que la porte fut reconstruite avec son aspect actuel, et reçut le nom de Tian'anmen en chinois, son nom en mandchou étant Abkai elhe obure duka.

## Description de l'édifice

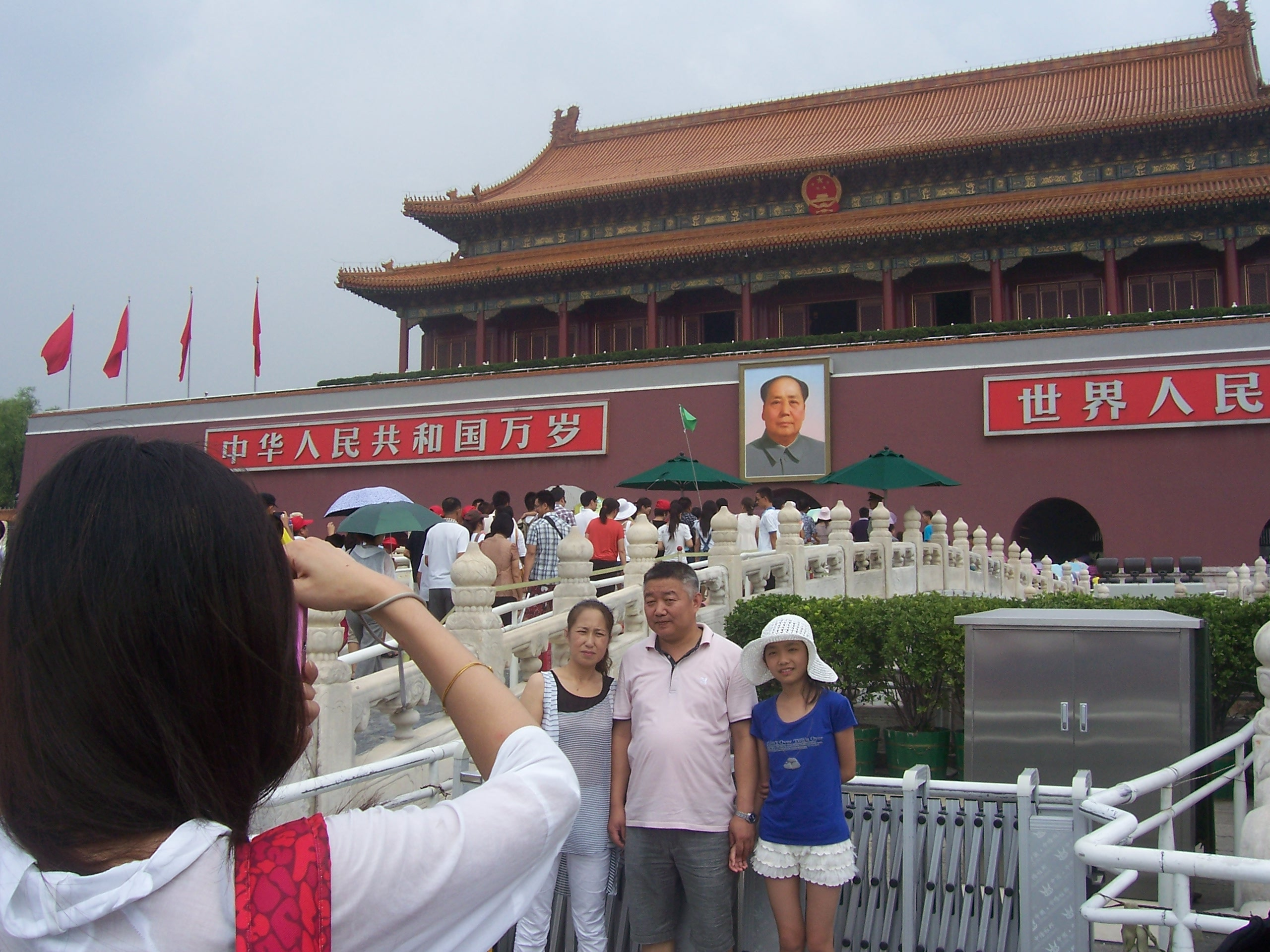
Famille chinoise se prenant en photographie devant le portrait de Mao.

La porte est constituée par un mur de pierre rouge formant une terrasse pouvant accueillir jusqu'à 20 000 personnes, longue de 63 m, large de 27 m et située à 35 m de sol. Le mur comporte cinq passages dont celui du centre, le plus large, était uniquement réservé à l'Empereur.
La terrasse est dominée par un pavillon en bois à double toiture en tuiles jaunes, de neuf travées de long et cinq de large.
Depuis 1976, la porte est ornée d'un immense portrait de Mao Zedong, en dessous du balcon depuis lequel il avait, le 1er octobre 1949, proclamé la république populaire de Chine. C'est actuellement un des derniers portraits de Mao à être exposé publiquement en Chine[réf. nécessaire]. Au-dessus du balcon de Tian'anmen se trouve le blason national.
De part et d'autre du portrait, se trouvent deux immenses calicots, l'un, sur la gauche, portant la mention « Vive la république populaire de Chine » (中华人民共和国万岁, en pinyin : zhōnghuá rénmín gònghéguó wànsuì) et l'autre, à droite, proclamant « Vive la grande union des peuples du monde » (世界人民大团结万岁, en pinyin : shìjiè rénmín dàtuānjié wànsuì), deux phrases prononcées par Lin Biao. Ce dernier calicot a pris en 1950 la place d'un autre, dont le slogan était « Vive le gouvernement central populaire » (中央人民政府万岁, en pinyin : Zhongyang renmin zhengfu wansui).

## Un monument chargé de symboles
Tian'anmen est un monument très symbolique, qui a été le lieu du contact entre la sphère impériale et le peuple, puis un des lieux privilégiés de la vie politique de la république de Chine et de la république populaire de Chine. L'édifice est représenté sur le blason de la Chine populaire.

Blason de la république populaire de Chine

À l'époque impériale, Tian Anmen conduisait donc au pouvoir suprême.
Le bâtiment porte d'ailleurs les symboles caractéristiques du pouvoir impérial chinois, notamment par les décorations d'angles de la toiture, qui comportent des alignements de personnages en céramique (un immortel chevauchant un phénix, puis neuf animaux mythiques, suivis par un dragon) autrefois absolument réservés aux bâtiments relevant directement de l'empereur.
Lorsque les empereurs quittaient la Cité Interdite, notamment pour accomplir les rites du Nouvel An aux Temples du Ciel et de la Terre, ils faisaient leurs premières offrandes devant la Porte de la Paix Céleste.  
La Porte de la Paix Céleste, du fait de son rôle symbolique de tribune d'où le pouvoir s'adresse au peuple, était, sous les dynasties Ming et Qing, l'endroit depuis lequel étaient faites les annonces officielles importantes.

C'est là, par exemple, que se déroulaient les cérémonies de proclamation des édits impériaux.
Les fonctionnaires attendaient agenouillés que l'édit placé dans une boîte en bronze dorée en forme de phénix soit descendu par une corde ... d'où l'expression "Les ordres impériaux donnés par le phénix".

L'édit était alors amené au ministère des Rites où des copies étaient faites pour être distribuées dans tous le pays.
Au XXe siècle, c'est également depuis Tian'anmen qu'en 1911 a été annoncée l'abdication du dernier empereur de la dynastie Qing, Aisin Gioro Puyi, et qu'a été proclamée, le 1er octobre 1949, la république populaire de Chine. En 1989 y ont lieu d'importantes manifestations, qui finirent réprimées par les autorités.